# Mohamed Al-Takroni
Mohamed Al-Takroni (nascido em 5 de outubro de 1967) é um ex-ciclista saudita.

## Olimpíadas
Competiu pela Arábia Saudita no ciclismo de estrada dos Jogos Olímpicos de Verão de 1992.